# 日向隆
日向隆（ひなた たかし、1934年11月16日 - 2019年2月8日）は日本の大蔵官僚。国税庁次長、東京国税局長、さわやか信用金庫初代理事長などを歴任。血液型はB型。

## 来歴
山梨県北巨摩郡出身（父母も山梨県）。山梨県立日川高等学校、東京大学法学部卒業。1959年 大蔵省入省（主税局調査課）。1965年7月 三原税務署長。1983年6月 国税庁長官官房総務課長。1984年6月27日 広島国税局長。1985年6月 国税庁調査査察部長。1987年6月25日 国税庁次長。1988年6月15日 東京国税局長。1989年6月23日 退官。同年7月 国民金融公庫理事。1991年7月 証券投資信託協会副会長兼専務理事。2001年6月 東京産業信用金庫理事長（〜2002年10月15日）。2002年5月 東京スタイル取締役。同年10月15日 さわやか信用金庫理事長。

## 略歴
- 1959年4月：大蔵省入省（主税局調査課）。
- 1961年6月：北九州財務局理財部。
- 1962年6月：関東信越国税局調査査察部。
- 1963年6月：経済企画庁調整局財政金融課専門調査員[3]。
- 1965年7月：三原税務署長。
- 1966年8月：理財局地方資金課長補佐。
- 1968年7月：証券局証券検査課長補佐。
- 1970年7月：理財局国有財産総括課長補佐（総括・総務・審査）[4]。
- 1971年7月：東京国税局総務部総務課長。
- 1973年7月：防衛庁経理局会計課予算・決算班長。
- 1975年5月：国税庁長官官房総務課長補佐。
- 1976年7月：東京国税局間税部長。
- 1977年6月：東京国税局査察部長。
- 1978年6月：国税庁調査査察部査察課長。
- 1980年6月：銀行局特別金融課長。
- 1982年6月：国税庁直税部所得税課長。
- 1983年6月：国税庁長官官房総務課長。
- 1984年6月27日：広島国税局長。
- 1985年6月：国税庁調査査察部長。
- 1987年6月25日：国税庁次長。
- 1988年6月15日：東京国税局長。
- 1989年6月23日：退官。